# Bob Warren
Robert G. Warren, detto Bob (Murray, 17 luglio 1946 – 25 agosto 2014), è stato un cestista statunitense, professionista nella ABA.

## Carriera
Venne selezionato dagli Atlanta Hawks al quarto giro del Draft NBA 1968 (47ª scelta assoluta).

## Palmarès
- Cinquantanovesimo per numero di assist di sempre ABA